# Red October (галерея)
«Red October» — некоммерческая галерея современного искусства, открытая в 2012 году на территории бывшей фабрики «Красный Октябрь» в Москве. Галерея основана Владимиром Овчаренко в партнерстве с группой Гута. Деятельность галереи направлена на продвижение новаторского современного искусства и реализацию художественных проектов, соответствующих международным стандартам.

## История
Ещё до открытия галереи помещение бывшего шоколадного цеха использовалось для проведения различных художественных мероприятий, в том числе ярмарки COSMOSCOW в 2010 году, а также персональных выставок Семёна Файбисовича, Сергея Браткова.
Первое мероприятие, проведённое в галерее «Red October», состоялось 13 июля 2012 года. Это был благотворительный аукцион современного искусства в поддержку пострадавших при наводнении в Крымске.
Свои работы выставили художники Сергей Братков, Владимир Дубосарский, Александр Виноградов, Алексей Каллима, Олег Кулик, Семен Файбисович, Арсений Жиляев, Валерий Чтак и др. Всего было выставлено более 50 работ современных российских авторов.
Галерея Red October открылась в сентябре 2012 года выставкой российского художника Владимира Архипова. Среди выставочных проектов галереи тотальная инсталляция Ильи и Эмилии Кабаковых «Памятник исчезнувшей цивилизации», групповая выставка молодых художников «Перезагрузка», персональная выставка Джонатана Мезе «Erz genereal Red Parsifal». Последним проектом галереи стала групповая выставка Александра Бродского, Семена Файбисовича и Ольги Чернышевой «Собачья Жизнь».

## Наиболее известные выставки
- 2013 — «Собачья жизнь». Групповая выставка Александра Бродского, Семена Файбисовича и Ольги Чернышевой
- 2013 — «Erz General Red Parsifal» Джонатан Мезе.
- 2012 — "«Перезагрузка/Reload». Групповая выставка молодых художников.[12]
- 2012 — «Памятник исчезнувшей цивилизации». Илья и Эмилия Кабаковы.[13]
- 2012 — «Самодельная Россия». Владимир Архипов.[14][15][16]

## Цитаты
- «… нам важно, чтобы выставочные проекты, которые мы показываем здесь, были интересны именно зрителю в России в 2012-м и следующем году. Не показывать то, что здесь люди уже видели сто раз, а также не показывать то, к восприятию чего они совершенно не готовы. Закрутить суперконцептуальную выставку, которую может оценить только небольшой круг специалистов, — не наш принцип. Нам все-таки важно, чтобы зритель находился на небольшой дистанции от понимания и мог легко преодолеть эту дистанцию»[2] — Владимир Овчаренко, 2012.